# شعور مينيسوتا (فلم)
شعور مينيسوتا (بالإنجليزية: Feeling Minnesota) فيلم كوميدي درامي الأمريكي عن الجريمة تم إصداره عام 1996 من تأليف و إخراج ستيفن بايجلمان و بطولة كيانو ريفز ، فنسنت دونوفريو ، كاميرون دياز

## قصة
فريدي فتاة مشتتة بين علاقتين مختلفتين و للأسف كلاهما مع أخين، وفي وقت ما الأخ (سام كلايتون) يتزوجها نتيجة للعديد من الأحداث التي قد حدثت مع الفتاة، ولكن الفتاة لديها علاقة قوية للغاية مع (جيكس) فهل ستهرب يوم زفافها معه، أم ماذا سوف يحدث نتيجة لتلك العلاقات المتشابكة في تلك الكوميديا السوداء..

## روابط خارجية
مقالات تستعمل روابط فنية بلا صلة مع ويكي بيانات